# Szentjánosmajor
Szentjánosmajor település Romániában, Szatmár megyében.

## Fekvése
Nagykároly mellett fekvő település.

## Története
Nevét 1808-ban pr. Szentjános néven említették először.
1851-ben Szent-János Kide puszta néven említették, birtokosa a gróf Károlyi család volt. 1910-ben 194 lakosából 26 román, 168 magyar volt. Ebből 138 görögkatolikus, 26 római katolikus, 30 református volt. 1992-ben 461 lakosából 459 görögkeleti ortodox, 2 római katolikus volt.